# Ролинг Форк
Ролинг Форк (на английски: Rolling Fork) е град в Мисисипи, Съединени американски щати, административен център на окръг Шарки. Населението му е около 2500 души (по приблизителна оценка от 2017 г.).
В Ролинг Форк е роден музикантът Мъди Уотърс (1915 – 1983).